# Panenka (film, 1938)
Panenka (titre anglais: The Doll) est un film tchécoslovaque réalisé par Robert Land, sorti en 1938. 

## Fiche technique
- Titre original: Panenka
- Titre provisoire : Robot-Girl Nr. One
- Titre anglais : The Doll
- Réalisation : Robert Land
- Scénario : Jan Grmela
- Cinématographie : Ferdinand Pecenka
- Musique : Jara Beneš
- Son : Josef Zora
- Sociétés de production : Metropolitan Film
- Pays d'origine :  Tchécoslovaquie
- Durée : 2100 mètres
- Format : Noir et blanc - 1,37:1-  Mono
- Dates de sortie : Tchécoslovaquie :  31 mars 1938

## Distribution
- Ferenc Futurista
- Milada Gampeová
- Jirí Dohnal
- Vera Ferbasová
- Josef Gruss
- Milka Balek-Brodská
- Zdenek Hora
- Ljuba Hermanová
- Svetla Svozilová
- Stanislav Neumann
- Rudolf Macharovsky
- Eman Fiala
- Mána Hanková
- Theodor Pištěk
- Frantisek Kreuzmann
- Jan W. Speerger
- Gabriel Hart
- Alois Dvorský
- Jirí Hron
- Josef Príhoda